# Antonio Rosales (Empalme)
Antonio Rosales es un ejido del municipio de Empalme ubicado en el sur del estado mexicano de Sonora, cercano a la costa del Mar de Cortés. Según los datos del Censo de Población y Vivienda realizado en 2010 por el Instituto Nacional de Estadística y Geografía (INEGI), Antonio Rosales tiene un total de 964 habitantes. Fue fundado por resolución presidencial el 8 de mayo de 1962.

## Geografía
Antonio Rosales se sitúa en las coordenadas geográficas 28°4′46″ de latitud norte y 110°36'41" de longitud oeste del meridiano de Greenwich, a una elevación de 60 metros sobre el nivel del mar.